# Belo (gmina Šmarje pri Jelšah)
Belo – wieś w Słowenii, w gminie Šmarje pri Jelšah. W 2018 roku liczyła 124 mieszkańców.